# Lista över avsnitt av Sit Down, Shut Up
Följande är en lista över avsnitt för den animerade TV-serien på FOX, Sit Down, Shut Up. Serien hade premiär i USA den 17 april 2009. Det femte avsnittet, "Math Lab", skulle sändas i maj 2009, men har flyttats fram tillsammans med de kvarvarande avsnitten till september 2009.

## Avsnitt
| Säsong | Säsong | Avsnitt | Premiär           | Avslutning       |
| ------ | ------ | ------- | ----------------- | ---------------- |
|        | Pilot  | 1       | 7 december 2008   | 7 december 2008  |
|        | 1      | 4       | 19 april 2009     | 10 maj 2009      |
|        | 2      | 9       | 12 september 2009 | 21 november 2009 |

### Pilot
| Nr | Titel             | Regissör          | Författare       | Sändningsdatum  | Produktionskod |
| -- | ----------------- | ----------------- | ---------------- | --------------- | -------------- |
| 0  | "Class Dismissed" | Dwayne Carey-Hill | Mitchell Hurwitz | 7 december 2008 | SIT-100        |

### Säsong 1: 2009
| Nr | Titel                      | Regissör          | Författare                   | Sändningsdatum | Produktionskod |
| --- | -------------------------- | ----------------- | ---------------------------- | -------------- | -------------- |
| 1 | "Pilot"                    | Dwayne Carey-Hill | Mitchell Hurwitz             | 19 april 2009  | SIT-101        |
| Knob Haven High School har en financiell kris så rektorn Sue Sezno måste antingen se till att skolan vinner en fotbollsmatch eller sparka en lärare. Samtidigt blir Stuart Proszakian beroende av piller som blev konfiskerade från en students skåp. |                            |                   |                              |                |                |
| 2 - 102 | "Miracle's Are Real"       | Raymie Muzquiz    | Mitchell Hurwitz Jim Vallely | 26 april 2009  | SIT-102        |
| Miracle bestämmer sig för att fira våren med att dela ut blommor till alla lärare, men inser inte att hon ger ut hemlock, vilket gör så att Andrew hamnar i koma. På grund av detta, och Larrys kommentarer, förlorar Miracle sin tro på andlighet.   |                            |                   |                              |                |                |
| 3 - 103 | "World's Greatest Teacher" | Frank Marino      | Alex Herschlag               | 3 maj 2009     | SIT-103        |
| Knob haven High har möjligheten att bli nämnd en "framstående skola". |                            |                   |                              |                |                |
| 4 - 104 | "Back in Time"             | Stephen Sandoval  | Michael Colton John Aboud    | 10 maj 2009    | SIT-104        |
| För att imponera på PTA, anordnar lärarna på Knob Haven High en fest hos Huey Lewis. |                            |                   |                              |                |                |

### Säsong 2: 2009
| Nr       | Titel                                 | Regissör                 | Författare                 | Sändningsdatum    | Produktionskod |
| -------- | ------------------------------------- | ------------------------ | -------------------------- | ----------------- | -------------- |
| 5 - 201  | "High School Confidential"            | Dwayne Carey-Hill        | Aisha Muharrar             | 12 september 2009 | SIT-108        |
| 6 - 202  | "Taming of the Dude"                  | Ray Claffey              | Michael Colton, John Aboud | 19 september 2009 | SIT-112        |
| 7 - 203  | "Hurricane Willard"                   | Raymie Muzquiz           | Aaron Ehasz                | 26 september 2009 | SIT-109        |
| 8 - 204  | "Mr. Hofftard Goes to Washington"     | Frank Marino             | Dan Fybel, Rich Rinaldi    | 3 oktober 2009    | SIT-110        |
| 9 - 205  | "Tackin'"                             | Crystal Chesney-Thompson | Richard Day                | 10 oktober 2009   | SIT-113        |
| 10 - 206 | "Helen and Sue's High School Reunion" | Peter Avanzino           | Alex Herschlag             | 24 oktober 2009   | SIT-107        |
| 11 - 207 | "Math Lab"                            | Crystal Chesney-Thompson | Laura Gutin                | 7 november 2009   | SIT-106        |
| 12 - 208 | "SpEd"                                | Ray Claffey              | Dan Fybel, Rich Rinaldi    | 14 november 2009  | SIT-105        |
| 13 - 209 | "High School Musical Musical"         | Stephen Sandoval         | Josh Weinstein             | 21 november 2009  | SIT-111        |

### Fotnoter
1. ↑  The Futon Critic - Sit Down, Shut Up